# إغناثيو كاراسكو دي باولا
إغناثيو كاراسكو دي باولا (بالإسبانية: Ignacio Carrasco de Paula)‏ هو كاهن كاثوليكي وأستاذ جامعي إسباني، ولد في 25 أكتوبر 1937 في برشلونة في إسبانيا.